# 方丹莱第戎
方丹莱第戎（法語：Fontaine-lès-Dijon，法語發音：[fɔ̃tɛn lɛ diʒɔ̃]，意为“第戎附近的方丹”）是法国科多尔省的一个市镇，第戎市区西北部，属于第戎区和第戎都市圈。

## 地名
“方丹”（fontaine）意为“泉”。法语地名通名在“枫丹白露”（Fontainebleau）等少数拥有传统译名的地名中译作“枫丹”，不过在《世界地名翻译大辞典》、《世界地名译名词典》和《法国地图册》等主流地名译名类书籍资料中多译作“方丹”。

## 地理
方丹莱第戎（47°20'36"N, 5°1'9"E）面积4.49 平方千米，位于法国勃艮第-弗朗什-孔泰大區科多尔省，该省份为法国中东部省份，北起奥布省，西接涅夫勒省和约讷省，南至索恩-卢瓦尔省，东南接汝拉省，东临上索恩省，东北部与上马恩省接壤。
与方丹莱第戎接壤的市镇（或旧市镇、城区）包括：阿于、塔朗、代镇、第戎。
方丹莱第戎的时区为UTC+01:00、UTC+02:00（夏令时）。

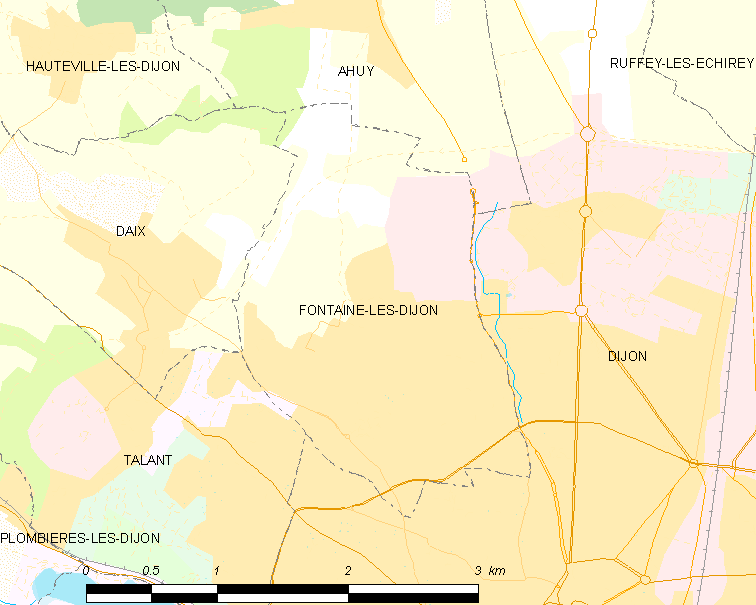
方丹莱第戎的OSM定位图

## 行政
方丹莱第戎的邮政编码为21121，INSEE市镇编码为21278。

## 政治
方丹莱第戎所属的省级选区为方丹莱第戎县。

## 人口

1962-2008年间方丹莱第戎人口变化图示

方丹莱第戎于2022年1月1日时的人口数量为9032人。